# Pylaemenes
A Pylaemenes a rovarok (Insecta) osztályának a botsáskák (Phasmatodea) rendjéhez, ezen belül a Heteropterygidae családjához és a Dataminae alcsaládjához tartozó nem.

## Rendszerezés
A nembe az alábbi fajok és alfajok tartoznak:
- Pylaemenes borneensis
  - Pylaemenes borneensis borneensis
  - Pylaemenes borneensis sepilokensis
  - Pylaemenes borneensis waterstradti
- Pylaemenes coronatus - szinonimák: Acanthoderus occipitalis, Acanthoderus spiniventris
- Pylaemenes guangxiensis - szinonimája: Pylaemenes hongkongensis
- Pylaemenes hainanensis
- Pylaemenes kasetsartii
- Pylaemenes mitratus - szinonimája: Datames arietinus
- Pylaemenes moluccanus
- Pylaemenes multispinosus
- Pylaemenes muluensis
- Pylaemenes oileus - szinonimák: Datames aequalis, Datames cylindripes, Acanthoderus gravidus
- Pylaemenes otys - szinonimája: Pylaemenes infans